# Чудесный сад (мультфильм)
«Чудесный сад» — советский рисованный мультипликационный фильм 1962 года по мотивам народной казахской сказки, экранизация режиссёра Александры Снежко-Блоцкой.

## Сюжет
Давным-давно два бедных казаха нашли в степи клад. Они не знали, что делать с этим золотом, и пришли за советом к мудрому старцу. В свою очередь, мудрец пожелал узнать мнение своих учеников. Его старший ученик Ермек рассудил, что золото необходимо отдать хану. Другой ученик предложил зарыть клад обратно в землю. А младший ученик Асан сказал, что на эти деньги он бы купил семена самых лучших деревьев и вырастил в степи большой тенистый сад. Тогда учитель отправил Асана в ханскую столицу за семенами. Тяжёлый путь предстоял мальчику, к тому же в степи его подстерегал Ермек, который с помощью колдовства дважды пытался отнять золото.
В степи Асану встретился караван, гружёный клетками с птицами, которых везли во дворец для ханского стола. Мальчик отдал всё золото караванщикам, чтобы те освободили птиц.
Тем временем коварный Ермек, обернувшись змеёй, пробрался во дворец к хану и рассказал ему о найденном кладе и о дерзком поступке мальчика. Хан приказал своим воинам-аскерам поймать и казнить мальчишку. Но в последний момент прилетели большие орлы, спасли Асана и перенесли его домой. Освобождённые птицы в благодарность собрали семена лучших плодовых деревьев, а затем помогли посадить и вырастить прекрасный сад.

## Создатели
- Сценарий — Владимир Данилов
- Режиссёр — Александра Снежко-Блоцкая
- Художник — Александр Трусов
- Композитор — Виталий Гевиксман
- Оператор — Екатерина Ризо
- Звукооператор — Борис Фильчиков
- Редактор — Зинаида Павлова
- Ассистенты: Е. Новосельская, Владимир Тарасов, Т. Теплякова, Светлана Кощеева (в титрах — С. Кащеева)
- Художники-мультипликаторы: Мария Мотрук, Владимир Крумин, Ольга Столбова, Вадим Долгих, Елизавета Комова, Борис Бутаков (в тирах — Г. Бутаков), Светлана Жутовская, Владимир Арбеков, Антонина Коровина, Фаина Епифанова, Борис Чани, Татьяна Фёдорова
- Художники-декораторы: Ольга Геммерлинг, Пётр Коробаев (в титрах — П. Карабаев), Елена Танненберг
- Директор картины — Г. Кругликов

## Роли озвучивали
- Владимир Владиславский — мудрец
- Клара Румянова — Асан
- Евгений Весник — Ермек (в титрах как А.Весник)
- Леонид Пирогов — хан
- Эраст Гарин — караванщик (в титрах отсутствует)

## Факты
Это первый мультфильм, в котором прозвучал голос актрисы Клары Румяновой.